# Ciąg Mayera-Vietorisa
W topologii algebraicznej ciąg Mayera-Vietorisa – ciąg dokładny wiążący ze sobą grupy homologii singularnej dwu przestrzeni, ich sumy oraz części wspólnej. Ciąg Mayera-Vietorisa jest narzędziem pozwalającym m.in. obliczać grupy homologii przestrzeni będących sumą innych przestrzeni, których grupy homologii znamy.

## Twierdzenie
Niech {\displaystyle X} będzie przestrzenią topologiczną taką, że {\displaystyle A,B\subseteq X} oraz wnętrza {\displaystyle A} i {\displaystyle B} pokrywają {\displaystyle X.} Można wtedy utworzyć następujący ciąg dokładny:
{\displaystyle \cdots \to H_{n+1}(X)\,{\xrightarrow {\partial _{*}}}\,H_{n}(A\cap B)\,{\xrightarrow {(i_{*},j_{*})}}\,H_{n}(A)\oplus H_{n}(B)\,{\xrightarrow {k_{*}-l_{*}}}\,H_{n}(X)\,{\xrightarrow {\partial _{*}}}\,H_{n-1}(A\cap B)\to \cdots \to H_{0}(A)\oplus H_{0}(B)\,{\xrightarrow {k_{*}-l_{*}}}\,H_{0}(X)\to 0,}
gdzie i: A∩B ↪ A, j: A∩B ↪ B, k: A ↪ X, and l: B ↪ X są włożeniami a {\displaystyle \oplus } oznacza sumę prostą grup abelowych.

### Homologia zredukowana
Analogiczne twierdzenie zachodzi dla zredukowanych grup homologii pod warunkiem że przecięcie {\displaystyle A\cap B} jest niepuste.

## Podstawowe zastosowania

### n-sfera

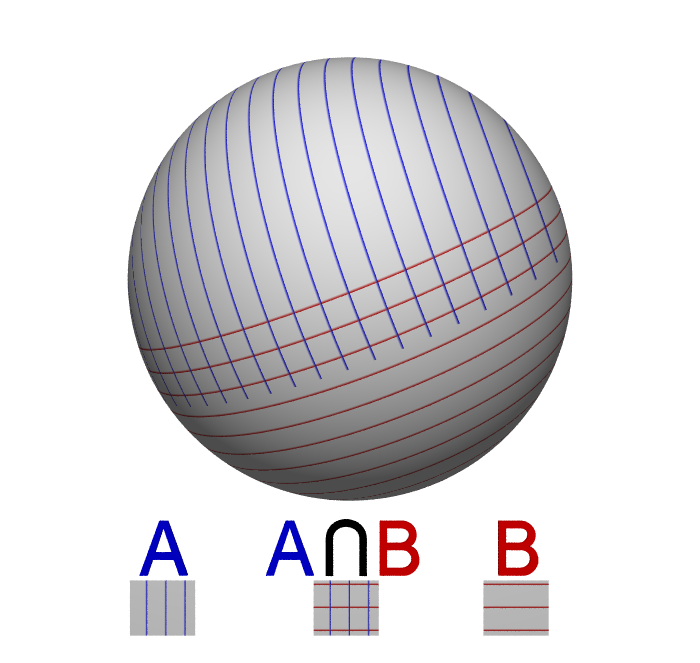
Przykładowy rozkład na sumę dwu podprzestrzeni homeomorficznych z

Niech {\displaystyle X=\mathbb {S} ^{n}} i niech {\displaystyle A,B} będą dowolnymi podzbiorami {\displaystyle \mathbb {S} ^{n}} homeomorficznymi z {\displaystyle \mathbb {D} ^{n+1}} takimi, że część wspólna jest homotopijnie równoważna {\displaystyle \mathbb {S} ^{n-1}} (np. {\displaystyle A=\mathbb {S} ^{n}\setminus \{p\},B=\mathbb {S} ^{n}\setminus \{q\}}), gdzie {\displaystyle p,q\in \mathbb {S} ^{n}} oraz {\displaystyle p\neq q.} Wtedy {\displaystyle A} oraz {\displaystyle B} mają trywialne zredukowane grupy homologii, dodatkowo przekrój {\displaystyle A\cap B} jest homotopijnie równoważny z {\displaystyle S^{n-1}.} W takim razie nietrywialna część ciągu Meyersa-Vietorisa daje:
{\displaystyle \cdots \longrightarrow 0\longrightarrow {\tilde {H}}_{n}\!\left(S^{k}\right)\,{\xrightarrow {\overset {}{\partial _{*}}}}\,{\tilde {H}}_{n-1}\!\left(S^{k-1}\right)\longrightarrow 0\longrightarrow \cdots }
Z dokładności ciągu natychmiast otrzymujemy, że ∂* jest izomorfizmem grup przy użyciu indukcji matematycznej i znajomości zredukowanej homologii S0 pozwala obliczyć:
{\displaystyle {\tilde {H}}_{n}\!\left(S^{k}\right)\cong \delta _{kn}\,\mathbb {Z} ={\begin{cases}\mathbb {Z} &{\mbox{if }}n=k\\0&{\mbox{if }}n\neq k\end{cases}}.}

### Butelka Kleina

Rozkład butelki Kleina na dwie wstęgi Möbiusa: (niebieska część) oraz (czerwona część).

Bardziej zaawansowanym przykładem zastosowania ciągu Mayeraa-Vietorisa jest wyznaczenie grup homologii butelki Kleina {\displaystyle X.} Można rozbić butelkę Kleina na dwa podzbiory homeomorficzne ze wstęgą Möbiusa, a w takim razie homotopijnie równoważne okręgowi. Okazuje się, że także ich część wspólna jest homotopijnie równoważna okręgowi. W takim razie nietrywialna część ciągu Mayera-Vietorisa daje:
{\displaystyle 0\to H_{2}(X)\to \mathbb {Z} \ \xrightarrow {\overset {}{\alpha }} \ \mathbb {Z} \oplus \mathbb {Z} \to \,H_{1}(X)\to 0.}
Trywialna część ciągu pokazuje trywialne homologie dla wymiarów wyższych niż 2. Mapa {\displaystyle \alpha } (dla zwyczajnych baz pętli na wstęgach Möbiusa) wysyła 1 do (2, −2) (okrąg będący krawędzią wstęgi zawija się dwukrotnie dookoła wstęgi). W takim razie {\displaystyle \alpha } jest iniekcją co wymusza {\displaystyle H_{2}(X)=0.} Finalnie, wybierając (1, 0) i (1, −1) jako bazę Z2, otrzymujemy:
{\displaystyle {\tilde {H}}_{n}(X)\cong \delta _{1n}\,(\mathbb {Z} \oplus \mathbb {Z} _{2})={\begin{cases}\mathbb {Z} \oplus \mathbb {Z} _{2}&{\mbox{if }}n=1\\0&{\mbox{if }}n\neq 1\end{cases}}.}

### Bukiet dwóch przestrzeni

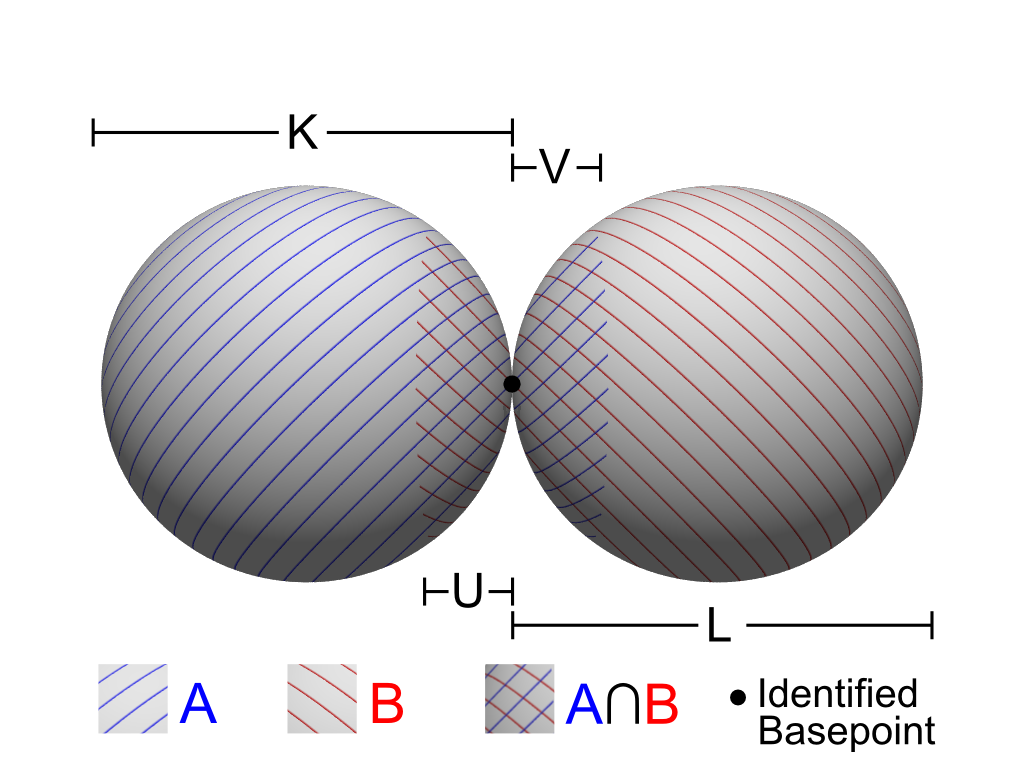
Rozkład bukietu dwóch sfer

Niech {\displaystyle X} będzie bukietem dwóch przestrzeni {\displaystyle K} oraz {\displaystyle L} oraz że punkt bazowy bukietu jest retraktem otwartych otoczeń leżących odpowiednio w {\displaystyle K} oraz {\displaystyle L.} Przyjmując {\displaystyle A=K\cup V} oraz {\displaystyle B=U\cup L} (patrz rysunek) mamy {\displaystyle A\cup B=X.} Przestrzeń {\displaystyle A\cap B=U\cup V} jest ściągalna.
Wówczas otrzymujemy:
{\displaystyle {\tilde {H}}_{n}(K\vee L)\cong {\tilde {H}}_{n}(K)\oplus {\tilde {H}}_{n}(L)}
dla wszystkich {\displaystyle n.} Wynik ten jest ogólniejszą wersją twierdzenia Seiferta-van Kampena (a dla {\displaystyle n=0} jest abelianizacją tego twierdzenia). W szczególnym przypadku dwóch sfer, korzystając z homologii sfer, otrzymujemy:
{\displaystyle {\tilde {H}}_{n}\left(S^{2}\vee S^{2}\right)\cong \delta _{2n}\,(\mathbb {Z} \oplus \mathbb {Z} )=\left\{{\begin{matrix}\mathbb {Z} \oplus \mathbb {Z} &{\mbox{if }}n=2\\0&{\mbox{if }}n\neq 2\end{matrix}}\right..}